# Aérodrome de Saint-Georges
L'aéroport de Saint-Georges, (code OACI : CYSG), est situé près de la ville de Saint-Georges, Québec, Canada.
L'aéroport décompte approximativement 3 500 mouvements aéroportuaires annuellement, environ le tiers de ces mouvements sont des vols d'affaires. L'aéroport compte 21 hangars privés sur son territoire.

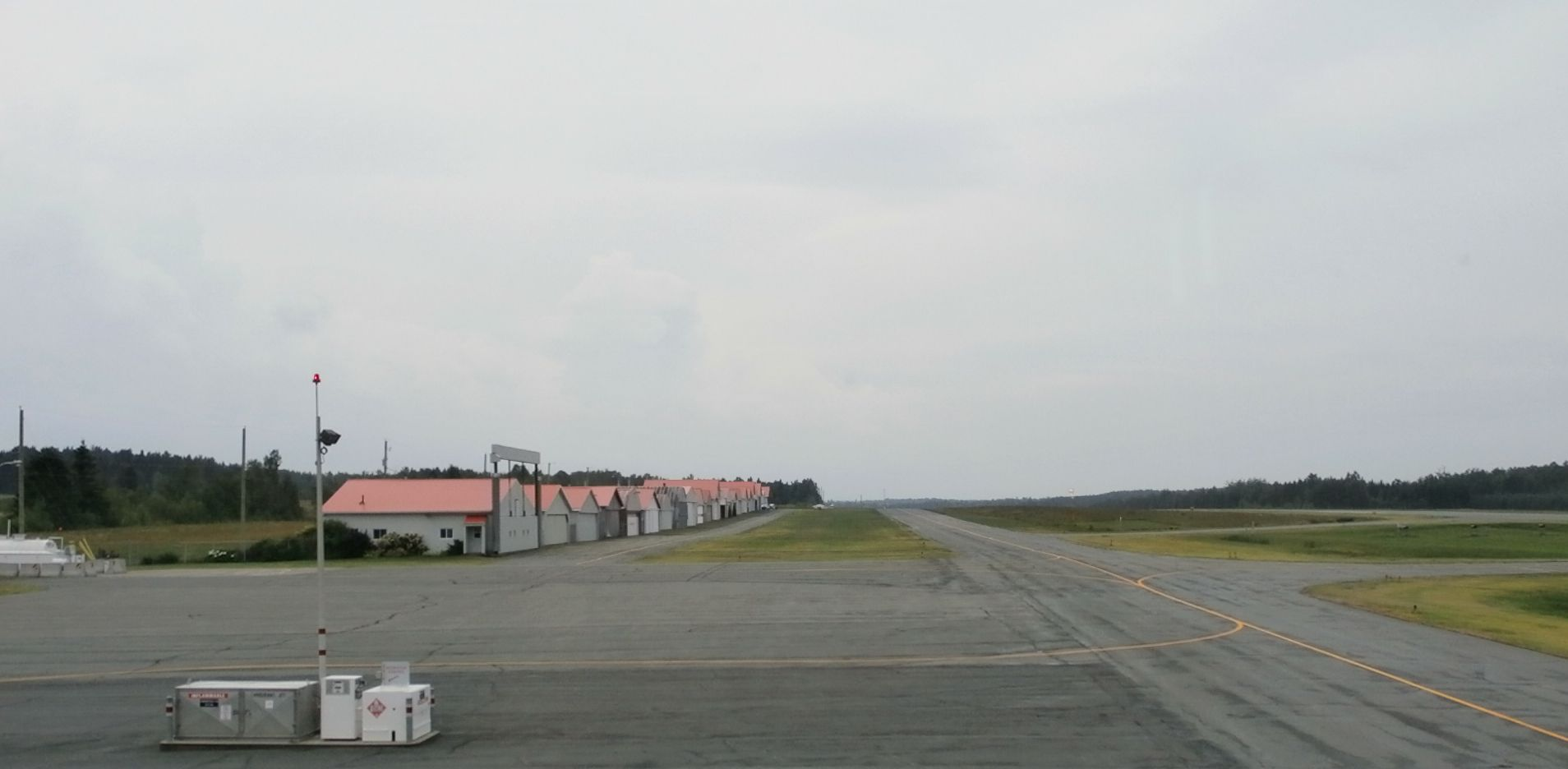
Aéroport de Saint-Georges.